# Eustace Lake
Eustace Sylvester Lake ist ein aus Antigua und Barbuda stammender Politiker der Antigua Labour Party. Seit 2009 gehört er dem Repräsentantenhaus an.

## Ausbildung und Werdegang
Seine Ausbildung erhielt Lake am Antigua State College und am Saint John Fisher College. Anschließend arbeitete er in der Personalabteilung eines größeren Unternehmens. Seine politische Karriere begann er als Kandidat der Antigua Labour Party bei den Unterhauswahlen 2009. Hier setzte er sich im Wahlkreis St. John’s Rural South mit 51,57 % der Stimmen gegen den Bewerber der United Progressive Party durch. Bei den Unterhauswahlen 2014 konnte er seinen Sitz verteidigen und ist seit dem 18. Juni 2014 als Minister im Kabinett von Premierminister Gaston Browne für das Ressort Arbeit und Wohnen zuständig.